# Emmy Raver-Lampman
Emmy Raver-Lampman (Norfolk, 5 september 1988) is een Amerikaanse theater- en televisieactrice.

## Carrière
Emmy Raver-Lampman werd in 1988 geboren in Norfolk (Virginia). Ze acteerde op Broadway in bekende musicals als Jekyll & Hyde, Hair en Hamilton. In 2016 maakte ze haar televisiedebuut in een aflevering van de komische serie Odd Mom Out.
Sinds 2019 vertolkt Raver-Lampman een van de hoofdrollen in de Netflix-superheldenserie The Umbrella Academy als Allison Hargreeves (Number Three), gebaseerd op de gelijknamige stripreeks.

## Filmografie

### Televisie
- Odd Mom Out (2016)
- A Million Little Things (2018)
- The Umbrella Academy (2019–2024)

### Films
- Dog (2022)
- Blacklight (2022)
- The Beekeeper (2024)